# Mesarski most, Nürnberg
Mesarski most je ločni kamnit most čez reko Pegnitz v Nürnbergu. Cestni most je na Glavnem trgu in povezuje okrožji sveti Sebald in sveti Lovrenc. Je iz poznega 16. stoletja in velja za enega najpomembnejših mostov pozne renesanse v Nemčiji.

## Zgodovina
Najstarejši most v Nürnbergu premošča najožje mesto reke Pegnitz in je datiran okoli leta 1200, prvič pa je bil zapisan kot Mesarski most leta 1335. Ime mu je dala sosednja hiša – prodajalna mesa. Leta 1418 je lesena konstrukcija pogorela. Leta 1432 je nov most uničila poplava, ki je bil nato obnovljen. Leta 1487 je bila lesena konstrukcija nadomeščena s kamnito s srednjim stebrom in dvema lokoma.
Leta 1595 je bila konstrukcija močno poškodovana zaradi poplav, tako da se je mesto odločilo, da jo odstrani in nadomesti z novo. Ta ni smela imeti srednjega stebra, da ne bi zmanjšal pretočnega profila. Poleg tega je cesta zahtevala ravno strukturo. 1. marca 1596 se je začela gradnja enoločnega, kamnitega, zgoraj ravnega mostu. Temeljenje in opaž je načrtoval in izvedel mojster tesar Peter Carl, za zidanje iz naravnega kamna je bil odgovoren kamnosek Jacob Wolff. Upravljanje gradnje je vodil arhitekt Wolf Jacob Stromer na podlagi mojstrskih projektov številnih mostov iz vse Evrope, ki so ohranjeni. Most je bil končan pozno 1598 in stal 82.172 guldnov. Februarju 1599 je bil vgrajen še stranski portal s kamnitim volom.
Od takrat je most praktično nespremenjen. Tudi drugo svetovno vojno je preživel skoraj nepoškodovan. Leta 1974 je bil razglašen za državni spomenik. Bloki iz peščenjaka so bili prenovljeni med letoma 2004 in 2005.
10. junija 2011 je Zvezna inženirska zbornica most razglasila za "zgodovinski mejnik gradbeništva" v Nemčiji. Častna plošča je nameščena na južnem koncu Mesarskega mostu v smeri Cesarjeve ulice (Kaiserstraße).

## Most
Kamnit mostni lok ima obliko segmentnega loka z notranjo razpetino 27 m in naraščajočo višino do 4,2 m, kar ustreza razmerju puščice 1 proti 6,4. To je bil med gradnjo največji razpon kamnitega mostnega loka v Nemčiji. Skupna dolžina strukture (skupaj z opornikoma) je 61 metrov, širina je 15,3 metra, debelina krone je 1,35 metra. Zid je sestavljen iz rdečkastega peščenjaka, imenovanega Burgsandstein, ki je bil pridobljen na grebenu Kornberg Wendelsteiner. Ker se zaradi precej sploščenega loka pojavljajo v opornikih velike horizontalne sile, temelji na več kot 2000 zabitih lesenih kolih. Posebnost je 400 poševnih pilotov, ki so jih gradbeniki zelo redko uporabljali v 16. stoletju. Enako konstrukcijo kot Mesarski most ima most Rialto v Benetkah. 
Objekt je zasnovan enostavno in jasno, poleg portala z volom ima urejeni le dve prižnici na sredini mostu, na zunanjih straneh so kamniti grbi sedmih nekdanjih članov mestne vlade. Na portalu je latinski napis: Omnia habent ortus suaque incrementa sed ecce quem cernis nunquam bos fuit hic vitulus (Vse stvari imajo začetek in razvoj, a glej: nikoli vol, ki ga vidite tukaj, ne bo tele).

## Zanimivost
Mnogi Nürnberžani uporabljajo pregovor: Na, des hätt mer der Ochs aff der Fleischbrüggn aa g'sacht (prevedeno iz visoke nemščine: Tako bi mi odgovoril tudi vol z Mesarskega mostu. To pomeni: enako bi mi odgovoril kamnit vol, ki leži nad portalom, če bi ga vprašal – od njega ne dobiš nobenega odgovora). 
Na voljo je tudi različica, ki se uporablja, da nekomu poveš, da je nepoboljšljiv: to lahko enako učinkovito povem na Mesarskem mostu.